# Đạo Satan

Hình tròn với ngôi sao năm cánh lộn ngược bên trong, một biểu tượng tượng trưng cho đạo Satan.

Đạo Satan, Satan giáo hay Chủ nghĩa Sa-tăng (tiếng Anh: Satanism) là niềm tin về một ý thức hệ và triết học đối với Satan. Trong thời hiện đại, các hoạt động nghi lễ của đạo này đã xuất hiện kể từ khi từ khi Nhà thờ Satan được xây nên năm 1966. Đạo Satan được coi như là đạo đối nghịch của Kitô giáo.